# Mozarthaus (Sankt Gilgen)
Het Mozarthaus is een museum in Sankt Gilgen bij Salzburg, Oostenrijk, dat gewijd is aan Anna Maria (1720-1778) en Maria Anna Mozart (Nannerl; 1751-1829), de moeder en zus van Wolfgang Amadeus Mozart.

## Geschiedenis

### Huis
De eerst bekende vermelding van het huis is aangetroffen op een oorkonde uit 1569. In 1691 werd het de zetel van het Pfleggericht (lokale rechtbank) van Sankt Gilgen. Anna Maria's vader Wolfgang Niklas Pertl was Pflegekommissarius van Salzburg en liet het gebouw tussen 1718 en 1720 herbouwen. Zijzelf woonde hier haar eerste vier levensjaren en vertrok daarna naar Salzburg.
Haar dochter Nannerl trouwde in 1784 met Johann Baptist Freiherr von Berchtold zu Sonnenburg. Hij was de opvolger van haar grootvader, waardoor zij in de grootouderlijke woning kwam te wonen. Zij woonde hier tot de dood van haar echtgenoot in 1801. Wolfgang Amadeus heeft deze woning nooit bezocht.
In 1905 trof de rechter Anton Matzig op de vliering oude akten aan en liet de herinnering aan de voormalige banden met de Mozarts herleven. Hij gaf opdracht aan de Weense beeldhouwer Jakob Gruber om een relief te maken met de hoofden van Nannerl en haar moeder. Het paneel werd in 1906 op het huis aangebracht.

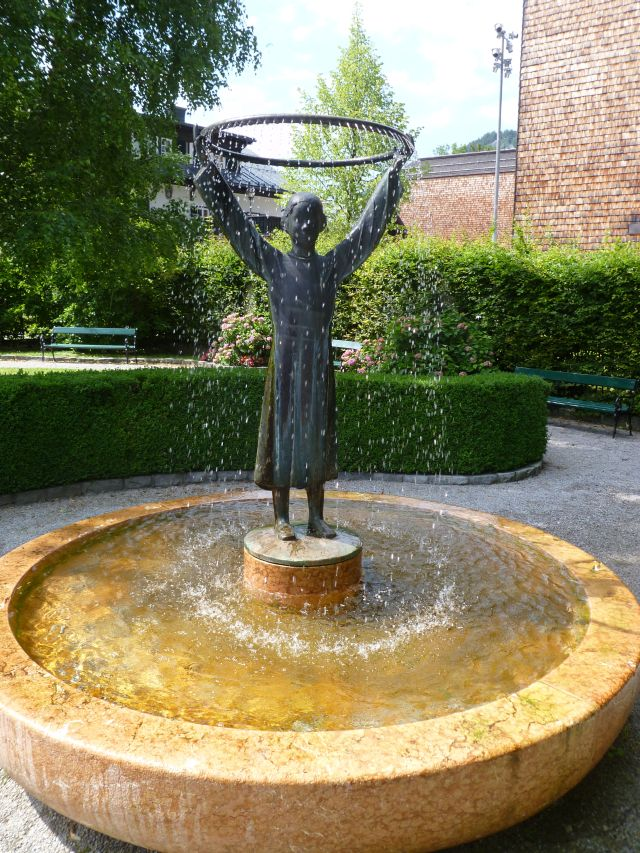
Monument van moeder Mozart, Schneider-Manzell

In 1991 werd naast het huis een marmeren bron met bronzen beeld onthuld van de beeldhouwer Schneider-Manzell (1911-1996). Het is de uitbeelding van moeder Mozart als spelend kind.

### Museum
Het huis kwam in 2005 in het bezit van de culturele vereniging Mozartdorf St. Gilgen. In 2007 werd het uitgeroepen tot cultureel erfgoed. Na een renovatie werd hier in 2009 een museum gevestigd dat gewijd is aan moeder en dochter Mozart. Er is een vaste expositie met de titel Nannerl, eine Künstlerin am Wolfgangsee. Nannerl was pianiste en zangeres en trad vaak op met haar broer.
In het museum worden allerlei meubelen en voorwerpen getoond die herinneren aan de levens van Anna Maria en Maria Anna (Nannerl) Mozart. Bijvoorbeeld is een originele toilettafel bewaard gebleven, evenals het officiële huwelijksaanzoek van Von Sonnenburg. Er hangen verschillende schilderijen en er wordt een multimediavoorstelling getoond met de titel Die Mozarts und St. Gilgen. De voorstelling is in het Duits, Engels, Italiaans en Japans.
Ook worden hier concerten gegeven door het kamerorkest M. A. Mozart St. Gilgen, dat eveneens in het pand is gevestigd. Verder  worden in het huis lezingen gegeven en een zaal kan gehuurd worden voor bruiloften en jubilea.